# Trung bình tấn

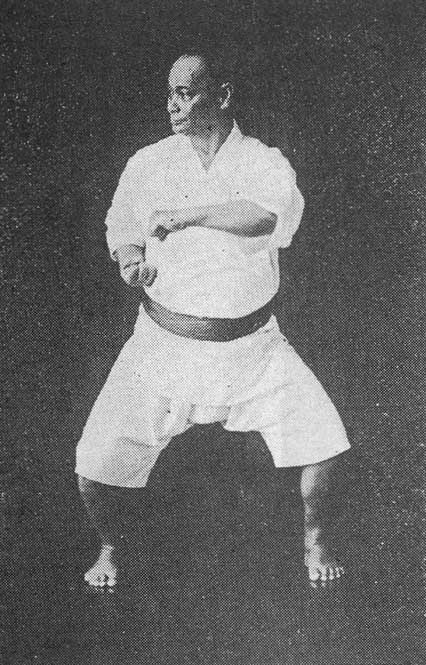
thế Naihanchi Dachi trong võ Karate

Trung bình tấn là một trong những tấn pháp (bộ pháp) cơ bản của võ thuật cổ truyền Á Đông. Ở các môn phái khác nhau thì nó có các tên gọi khác nhau: Thiếu Lâm của Trung quốc gọi nó là Mã bộ hay Tứ bình bộ, phái Không Thủ Đạo Karate của Nhật Bản thì gọi nó là Kiba Dachi (Tấn kỵ mã) hoặc Naihanchi dachi, Thái Cực Đạo Taekwondo của Triều Tiên thì gọi nó là Annin Sogi. Kỹ thuật trung bình tấn là hai bàn chân mở rộng sang hai bên, cách nhau khoảng gấp rưỡi bề rộng vai (tức là khoảng 3 bàn chân), đặt trên cùng một trục thẳng ngang, hai bàn chân song song.